# 마힐료우 공항
마힐료우 공항(벨라루스어: Аэрапорт Магілёў, 영어: Mogilev Airport)은 벨라루스 마힐료우에 있는 공항이다.